# Ögii Nuur
Hồ Ögii (tiếng Mông C): Өгий нуур) là một hồ nước ngọt ở phía đông tỉnh Arkhangai, miền trung Mông Cổ. Hồ này được liệt vào danh sách các vùng đất ngập nước có tầm quan trọng quốc tế, được biết đến bởi hệ sinh thái cá và chim. Đây là điểm dừng chân của các loài chim nước di cư thuộc họ Vịt. Gần một nửa hồ có độ sâu dưới 3 m.
Có một vài trại ger du lịch xung quanh hồ, cùng với một trung tâm thông tin và huấn luyện.